# Plecoptera thermozona
Plecoptera thermozona är en fjärilsart som beskrevs av George Francis Hampson 1910. Plecoptera thermozona ingår i släktet Plecoptera och familjen nattflyn. Inga underarter finns listade i Catalogue of Life.